# Dolichorhinotermes tenebrosus
Dolichorhinotermes tenebrosus es una especie de termita subterránea del género Dolichorhinotermes, de la familia Rhinotermitidae, orden Blattodea. Fue descrita por Emerson en 1925.
Se distribuye por América del Sur: Guyana. Fue publicada en Emerson, A.E. (1925) The termites of Kartabo, Bartica District, British Guiana. Zoologica. Scientific Contributions of the New York Zoological Society 6, 291–459.